# Amezketa
Amezketa en basque ou Amézqueta en espagnol est une commune du Guipuscoa dans la communauté autonome du Pays basque en Espagne.

## Étymologie
Amezketa vient du basque « ametz » qui signifie et correspond soit au "chêne tauzin", soit au "chêne pédonculé" et l'ajout de « eta » qui est un suffixe désignant le lieu. On peut traduire comme ci:  "Plantation de chênes tauzin ou pédonculés"  (Selon la contribution d'Oscar Berea). 

Son nom officiel était Amézqueta jusqu'au 20 octobre 1980.

## Géographie
Amezketa est situé au cœur ouest du mont Txindoki dans le massif d'Aralar), à 12 km de Tolosa et à 35 km de Saint-Sébastien. Les villes limitrophes au nord sont Alegia et Orendain, au sud avec le massif d'Aralar, à l'ouest avec le petit village de Bedaio et à l'est avec la municipalité d'Abaltzisketa. 

L'hôtel de ville est situé à la Plaza de Fernando. Le village est traversé par la rivière Amazketa erreka qui est un petit affluent du fleuve Oria.

Cette ville offre de grandes possibilités pour les excursions en montagne.

## Élections municipales
Élections 2007 :
Cinq partis politiques ont présenté des listes dans la commune lors des dernières élections. Deux formations indépendantes, la gauche abertzale EAE-ANV, le PSE-EE et le PP:
- Indépendants pour Amezketa 1 : 243 votes (3 sièges)
- Indépendants pour Amezketa 2 : 177 votes (2 sièges)
- Eusko Abertzale Ekintza - Action Nationaliste Basque : 154 votes (2 sièges)
- Parti populaire : 1 vote (0 siège)
- Parti socialiste du Pays basque - Euskadiko Ezkerra (PSE-EE - PSOE) : 0 votes (0 siège)

Ces résultats ont donné comme maire Julian Sagastume Garmendia qui dirige une des formations indépendantes qui s'est présentées. La gauche abertzale est la troisième force plus votée derrière les deux candidatures indépendantes, et le PSE-EE et le PP n'ont obtenu aucune représentation, le premier a obtenu aucun vote, et le second a obtenu seulement un vote pour toute la localité.

## Histoire
1374. C'est à cette date que le lieu est officiellement reconnu par la juridiction de Tolosa, bien qu'Amezketa conserve toujours sa mairie et l'administration économique de son territoire.
1615. Il y a déjà 400 ans, sous le règne de Philippe III d'Espagne, on lui accorde le titre de « Ville ». En échange de cette concession, le roi exige le paiement de 25 duchés par habitation et, devant l'incapacité de la population pour recouvrer la somme d'argent nécessaire, les Amezketarrak ont recours à la vente de terrains communaux.

Entre 1809 et 1812, obligés de contribuer aux frais des troupes de Bonaparte dus à son invasion des lieux, les Amezketarrak vont utiliser à nouveau le même système de vente. Ce n'est qu'en 1617, deux ans plus tard que la dette avec la couronne est soldée.

## Sites et patrimoine
En entrant dans la municipalité se situe la maison-solaire de Jauregui ou Jauregui Aundi. C'est de cette maison que vient la famille « Amezketa », ancienne lignée qui a participé de manière significative à la lutte et dont la tour de la maison a été attaquée sur les ordres d'Henri IV. L'actuel bâtiment, reconstruit au XVe siècle, est remarquable pour ses armoiries.
Dans la zone appelée Ergoiena ressort l'Église paroissiale de San Bartolomé ou saint Barthélemy (« San Bartolome parrokia » en basque).
Sur la place de Fernando Amezketarra ou Pernandoren enparantza, se trouve l'hôtel de ville.
L'Ermitage de Don Martin (bâtiment rural rectangulaire) se trouve dans un champ aménagé avec des tables, des bancs en pierre et une source. Il possède une fresque précieuse du XIIIe siècle qui représente un Saint. L'accès peut s'effectuer par un chemin d'environ 2 km, en prenant le chemin qui part à gauche de l'Église paroissiale.

## Festivités
Les festivités patronales ont lieu le jour de Saint-Barthélémy, le 24 août et cela concerne les villages limitrophes. Ont lieu aussi les fêtes de San Martín, le 11 novembre et Notre Dame de Rosario le 3 octobre.

Durant les Carnavals, on interprète le Talai-Dantza et premier dimanche d'octobre le quartier d'Ugarte s'y joue l'Igurutxodantza.

## Personnalités
- Francisco Argañaraz y Murguía : fondateur de la ville de "San Salvador de Velasco en el Valle de Jujuy" le 19 avril 1593, en Argentine.
- Fernando Bengoetxea, connu sous le nom de Pernando Amezketarra (1764-1823) était un bertsolari. Après son décès, il a fini transformé un personnage populaire étant donné les nombreuses blagues et les anecdotes lui on que a attribué, et étant un des premiers bertsolari improvisés dont nous avons certitude. Berger doté d'aptitudes étonnantes, il fut un grand bertsolari et humoriste extraordinaire. Une sculpture avec son buste préside la place qui porte son nom; il est le personnage de plusieurs livres; et son histoire a été y compris portée au cinéma avec un grand succès en 1986 avec le titre « FERNANDO AMEZKETARRA »[4] et dirigé par le directeur Juanba Berasategui.
- Antton Karrera : dirigeant d'Ezker Batua Berdeak dans la province du Guipuscoa et parlementaire basque depuis 2001.
- Pello Zabala (1943) : Fraile[Quoi ?] franciscain, auteur, présentateur radiophonique et météorologue. Très connu dans le cadre culturel de langue basque.
- Joxean Tolosa (1955) : pelotari. Il a été champion de main nue en individuelle en 1989. Il est actuellement commentateur sportif de pelote sur Euskal Telebista.

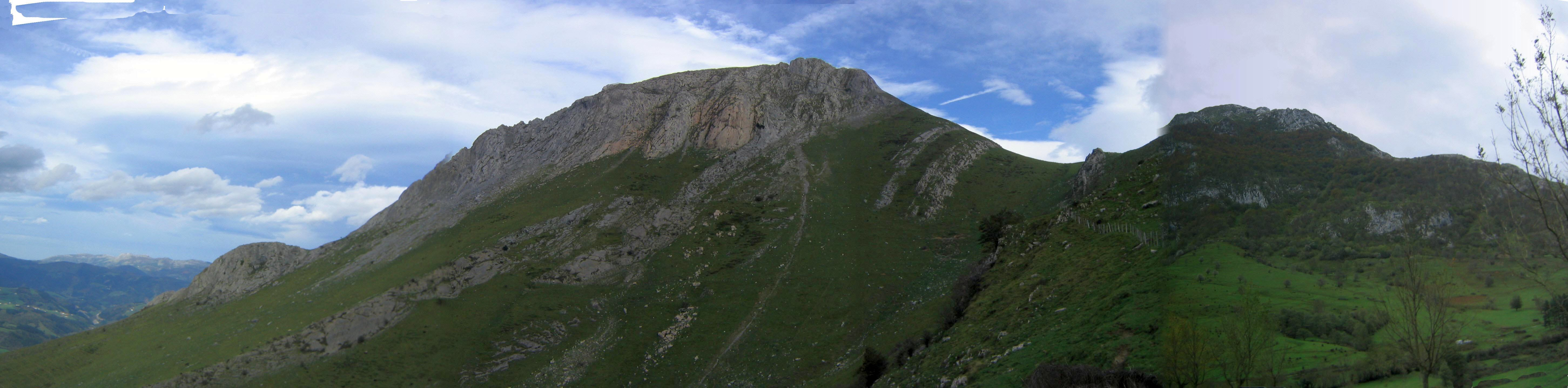
Vue sur le mont Txindoki

### Sources
- (es) Cet article est partiellement ou en totalité issu de l’article de Wikipédia en espagnol intitulé « Amézqueta » (voir la liste des auteurs).